# Den livgivande Treenighetens kyrka, Batajsk
Den livgivande Treenighetens kyrka (ryska: Церковь Троицы Живоначальной; translitteration: Tserkov Troitsi Shivonachalnoij) är en rysk-ortodox kyrkobyggnad belägen i staden Batajsk, i Rostov oblast, i den västra delen av europeiska Ryssland.
Kyrkan är helgad åt Treenigheten och tillhör Rostov-na-Donus stift.

## Historik

### Tidigare kyrka
Den tidigare kyrkan byggdes år 1854. 1937 revs den.

### Nuvarande kyrkan
Projektet för den nuvarande kyrkan utvecklades av arkitektstudion "Oliva" i samarbete med prästen Sergij Nalivaiko.
Kyrkan började att byggas 2000. 2004 installerades bland annat två kupoler och 2013 stod byggnaden klar.

## Bilder

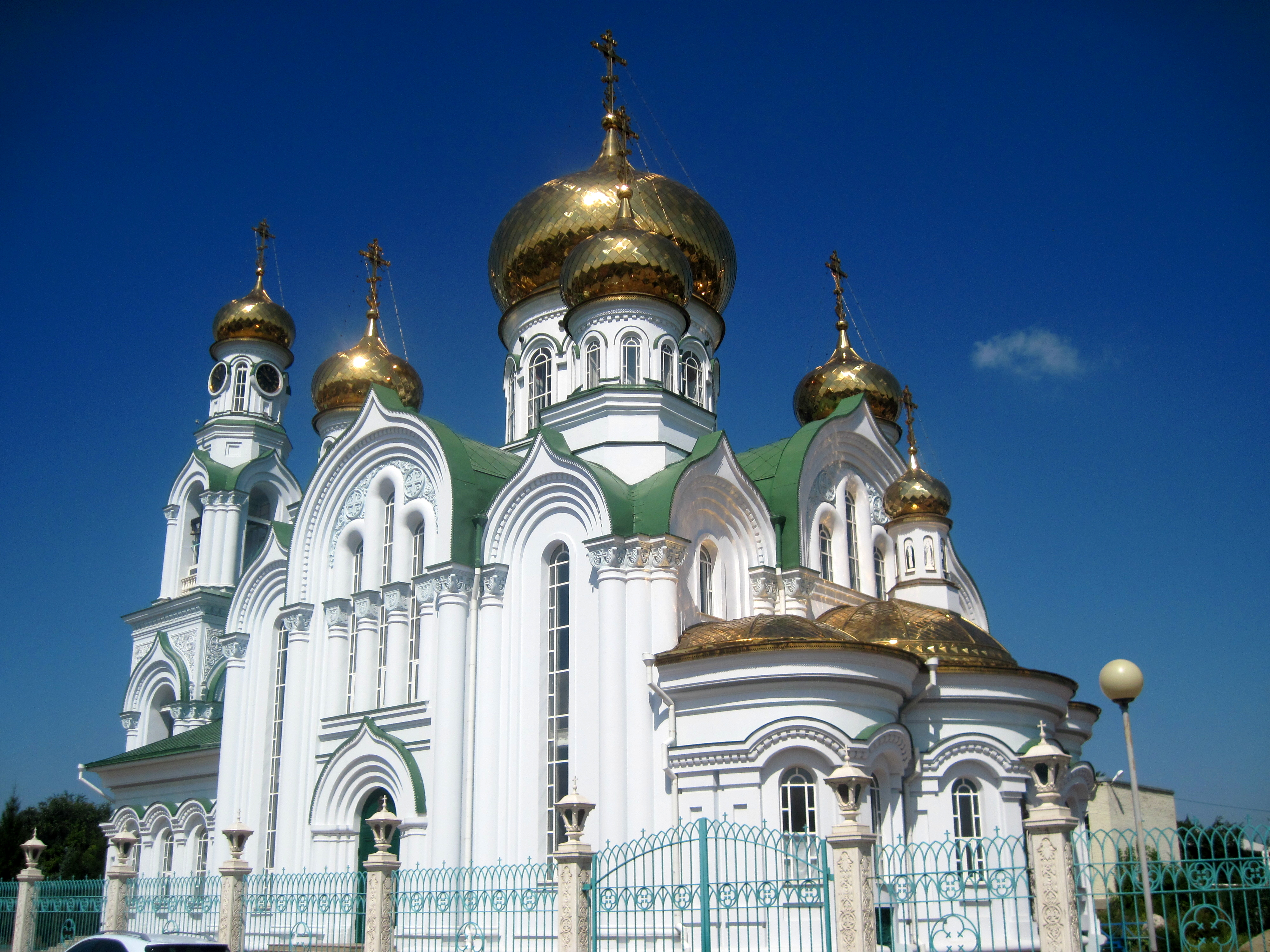
Kyrkan från sidan.
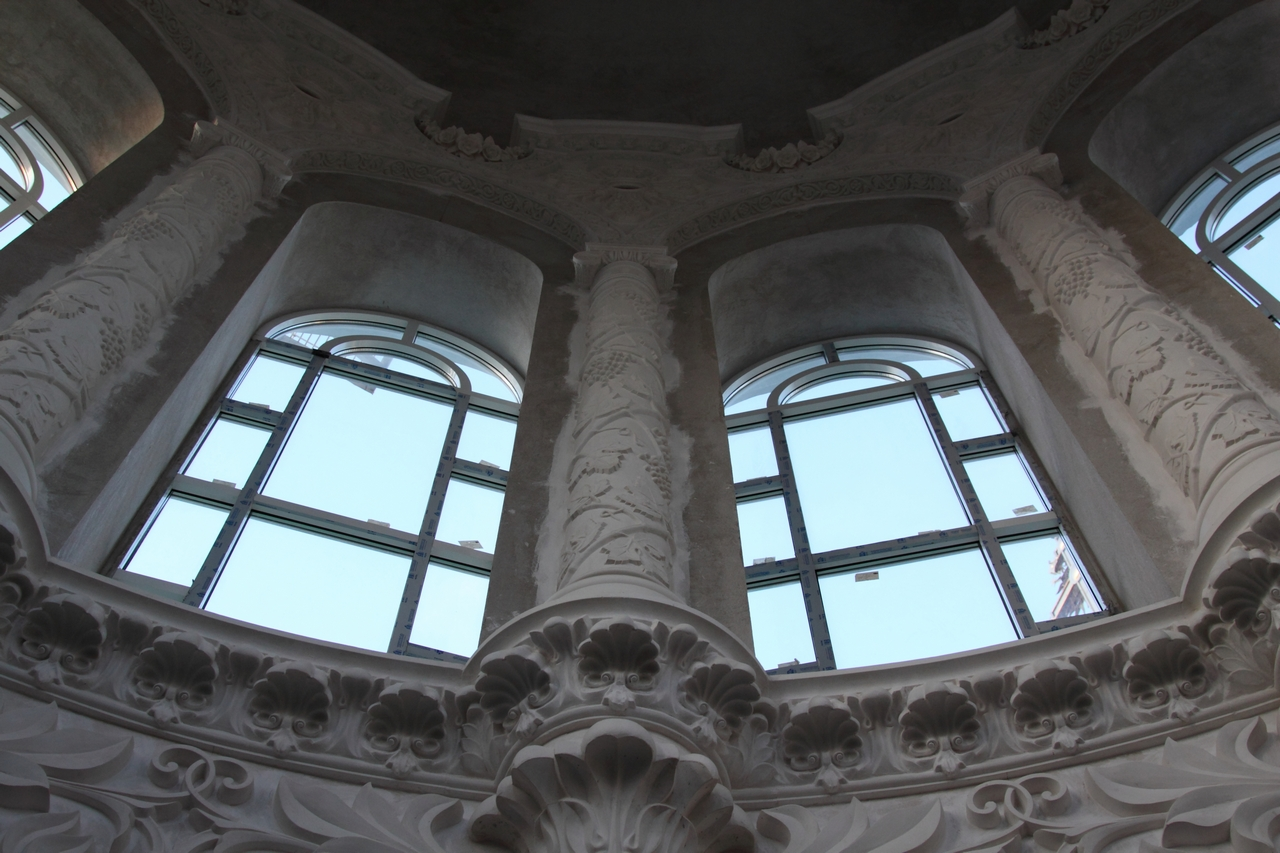
Interiör.
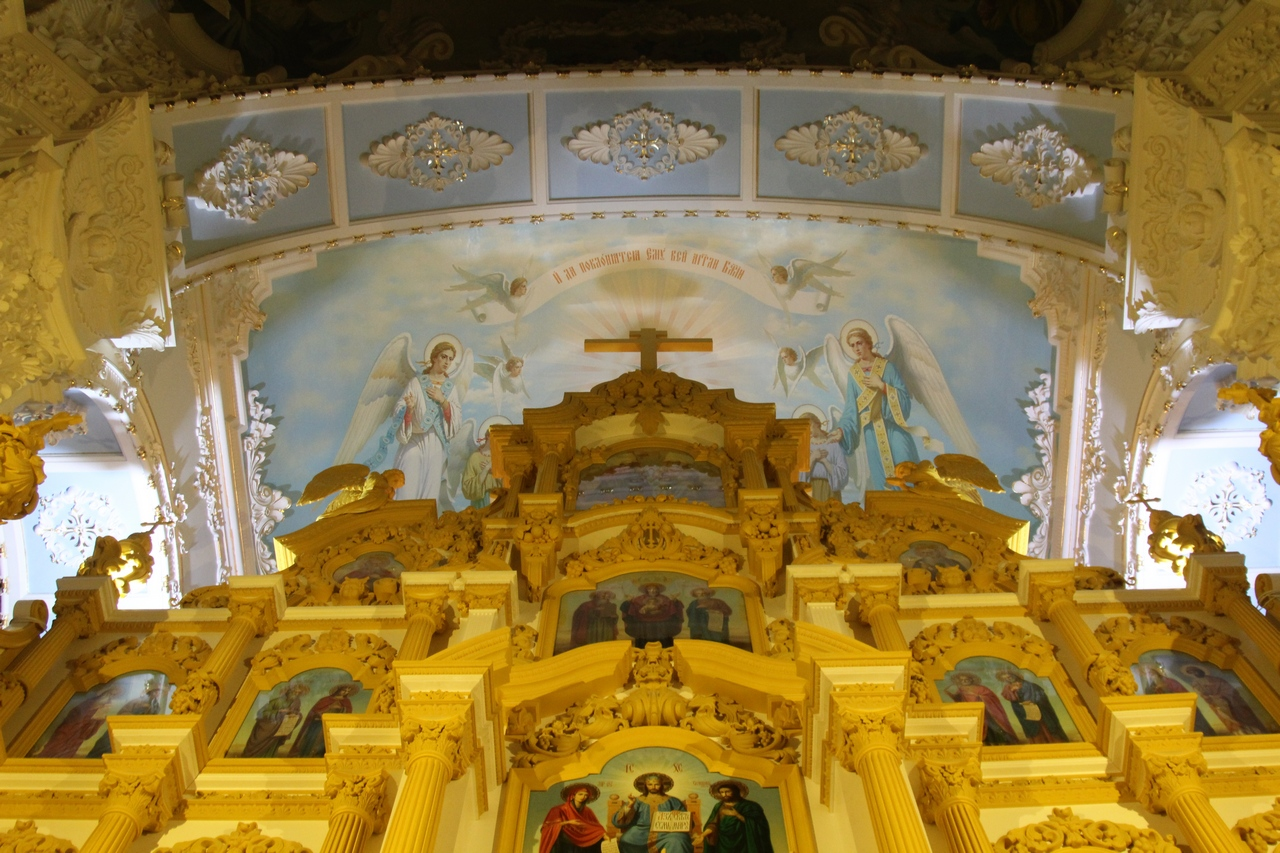
Ikonostasen.